# Condado de Northumberland (Virginia)
El condado de Northumberland (en inglés: Northumberland County), fundado en 1648, es uno de 95 condados del estado estadounidense de Virginia. En el año 2000, el condado tenía una población de 12,259 habitantes y una densidad poblacional de 25 personas por km². La sede del condado es Heathsville.

## Geografía
Según la Oficina del Censo, el condado tiene un área total de 741 km² (286,1 mi²), de la cual 497 km² (191,9 mi²) es tierra y 231 km² (89,2 mi²) (32.68%) es agua.

### Condados adyacentes y ciudades independientes
- Condado de Lancaster (sur)
- Condado de Richmond (suroeste)
- Condado de Westmoreland (suroeste)

## Demografía
Según la Oficina del Censo en 2000, los ingresos medios por hogar en el condado eran de $38,129, y los ingresos medios por familia eran $49,047. Los hombres tenían unos ingresos medios de $30,151 frente a los $24,116 para las mujeres. La renta per cápita para el condado era de $22,917. Alrededor del 8.10% de la población estaban por debajo del umbral de pobreza.

## Localidades
- Kilmarnock en el condado de Lancaster se extiende hasta la parte sur del condado de Northumberland.

### Comunidades no incorporadas
| - Burgess - Callao - Fairport | - Fleeton - Heathsville - Lake | - Lottsburg - Reedville - Wicomico Church |